# 海因里希·路易·达雷

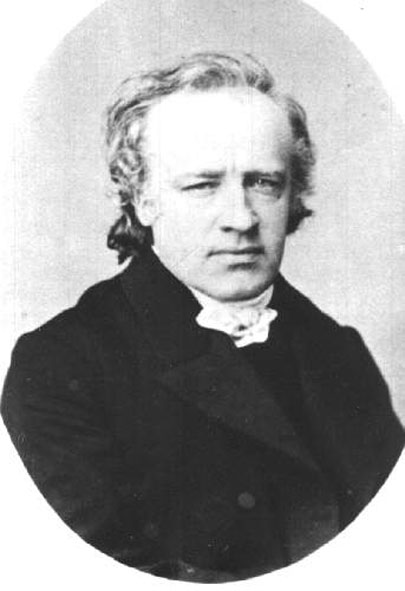
达雷

海因里希·路易·达雷（德語：Heinrich Louis d'Arrest，德語發音：[daˈʁɛ]；1822年7月13日—1875年6月14日；又译達赫斯特），生於德國柏林，德國天文學家，普魯士天文學家。
當他還是學生的時候，他已經參與天文學家约翰·戈特弗里德·加勒尋找海王星的隊伍。1846年9月23日，他曾提議把于尔班·勒威耶區域的星圖與當前的天空作比較，來尋找典型行星的位移。就這樣，海王星被發現了。
在1845年至1848年，他在柏林天文台擔任第二位助理天文學家。他在那裡與加勒一起利用9.6吋夫琅和費折射鏡發現了海王星。事實上，加勒首先看見海王星，但达雷利用其中一個新的柏林學術星圖來標示法國天文學家勒威耶的位置。後來，1848年至1857年，他到了萊比錫天文台工作。他經常使用直徑4.6吋焦距16.8的夫琅和費折射鏡。1851年，他和奥古斯特·埃米莉·默比乌斯（Auguste Emilie Möbius）結婚，生了一子一女。一年後，他成了萊比錫大學的天文學教授。1857年至1875年，他前往哥本哈根天文台工作，使用的是直徑11吋焦距17.5默茨折射鏡（Merz refractor）。
1851年，他在萊比錫天文台的工作引領他發現以他來命名的彗星。他也研究隕石和星雲。
1875年，他獲得英國皇家天文學會的金獎。最後，他在丹麥哥本哈根逝世。

## 外部連結
- 個人生平 （页面存档备份，存于）
- AN 86 (1875) 63/64 （页面存档备份，存于） (one paragraph, in German)
- MNRAS 36 (1876) 155 （页面存档备份，存于）